# Abraham Joshua Heschel
Abraham Joshua Heschel   (Varsòvia, 11 de gener de 1907 - Nova York, 23 de desembre de 1972) va ser un prominent rabí i un dels principals teòlegs jueus del segle xx. Nascut a Varsòvia, es va formar a Alemanya i va escapar de l'Holocaust en poder viatjar als Estats Units el 1940, on va continuar les seves activitats fins a la seva mort el 1972.

## Biografia
Abraham Joshua Heschel era descendent de preeminents rabins europeus, per banda i banda de la família. El seu pare, Moshe Mordechai Heschel, va morir de grip el 1916. La seva mare Reizel Perlow, era descendent del Rebe Avrohom Yehoshua Heshel d'Opatów i altres dinasties hassídiques. Va ser el més jove de sis fills. Els seus germans van ser Sara, Dvora Miriam, Esther Sima, Gittel, i Jacob.
Va estudiar de jove en una ieixivà tradicional on es va ordenar com a rabí ortodox. Va abandonar la tradició familiar i va continuar els seus estudis de doctorat a la Universitat de Berlín i va rebre l'ordenació rabínica liberal al seminari Hochschule für die Wissenschaft des Judentums. Allí va estudiar amb alguns dels millors educadors jueus de l'època: Chanoch Albeck, Ismar Elbogen, Julius Guttmann i Leo Baeck. Després va ensenyar Talmud allà. Es va unir a un grup de poetes en jiddisch, i el 1933, va publicar un volum de poemes, Der Hamefoyrosh Shem: Mentsch, dedicat al seu pare.
A finals d'octubre de 1938, quan vivia en una habitació llogada en una casa d'una família jueva a Frankfurt del Main, va ser detingut per la Gestapo i deportat a Polònia. Va passar deu mesos dictant conferències sobre la filosofia i la Torà a Varsòvia a l'Institut d'Estudis Jueus. Sis setmanes abans de la invasió alemanya de Polònia, va viatjar de Varsòvia a Londres, amb l'ajuda de Julian Morgenstern, president del Col·legi Unió Hebrea, que havia estat treballant per obtenir els visats per als erudits jueus a Europa.
La seva germana Esther va morir en un bombardeig alemany. La seva mare va ser assassinada pels nazis, i dues germanes, Gittel i Devora, van morir en camps de concentració nazis. Mai no va tornar a Alemanya, Àustria o Polònia.
Heschel va arribar a la ciutat de Nova York al març de 1940. Va treballar breument al Hebrew Union College (HUC), el principal seminari del judaisme reformista, a Cincinnati. El 1946, va ocupar un càrrec en el Seminari Teològic Jueu d'Amèrica (STC), el principal seminari del judaisme conservador, on va treballar com a professor d'ètica i misticisme jueu (càbala) fins a la seva mort el 1972.
Es va casar amb Sylvia Straus el 10 de desembre de 1946, a Los Angeles. La seva filla, Susannah Heschel, és una erudita jueva per dret propi.

## Ideologia
Heschel va explicar moltes facetes del pensament jueu, incloent estudis sobre la filosofia jueva medieval, la càbala i la filosofia hassídica. Segons alguns estudiosos, estava més interessat en l'espiritualitat que en l'estudi de text crític; aquesta última va ser una especialitat de molts estudiosos de JTS. No va rebre un ajudant de postgrau durant molts anys i va quedar relegat a ensenyar principalment a l'escola primària o a l'escola rabínica, no al programa de postgrau acadèmic. Heschel va tenir amistat amb el seu col·lega Mordechai Kaplan. Tot i que es diferenciaven en el seu acostament al judaisme, tingueren una relació molt cordial i es visitaven a les seves respectives cases de tant en tant.
Heschel creia que els ensenyaments dels profetes hebreus eren una crida de claredat per a l'acció social als Estats Units i treballà a favor dels drets civils dels afroamericans i contra la guerra del Vietnam.

### Influència fora del judaisme

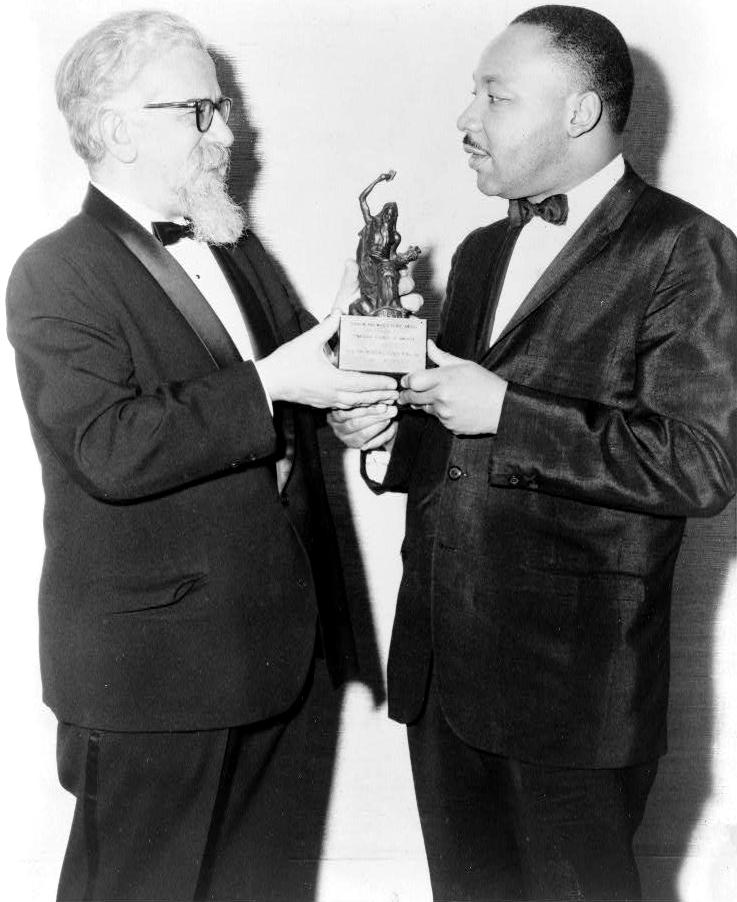
Heschel, esquerra, presentant el Premi Mundial de la Pau i el Judaisme a Martin Luther King, 7 de desembre de 1965

Heschel fou un teòleg jueu àmpliament llegit, les obres més influents del qual inclouen Man Is Not Alone, God in Search of Man, The Sabbath, i The Prophets. Al Concili Vaticà II, com a representant dels jueus dels Estats Units, Heschel va convèncer l'Església Catòlica d'eliminar o modificar passatges en la seva litúrgia que degradaven els jueus o es referien a una conversió esperada al cristianisme. Les seves obres teològiques argumenten que l'experiència religiosa és un impuls fonamentalment humà, no només jueu. Creia que cap comunitat religiosa podria reclamar un monopoli sobre la veritat religiosa.